# Massacre de Blagaj
Le massacre de Blagaj est l'assassinat de 400 Serbes par les croates Oustachis lors de la Seconde Guerre mondiale. Il a lieu en mai 1941 dans le village de Blagaj dans la région de Kordun de l'État indépendant de Croatie.

## Déroulement
Les victimes viennent du village de Veljun et de ses environs. Ce massacre était le deuxième des crimes de masse commis par les Oustachis après leur arrivée au pouvoir. Il est commis par un groupe sous le commandement direct de Vjekoslav Luburić.

## Mémoire
En 1942, quand les Partisans attaquent le village, des proches des victimes incendient un tiers des maisons en représailles. En 1991 et 1995, d'autres épisodes de violence ont lieu entre les communautés croates et serbes de Blagaj et de Veljun.